# Východná Vysoká
Die Východná Vysoká (deutsch Kleine Viszoka, ungarisch Kis-Viszoka, polnisch Mała Wysoka) ist ein 2428,6 m n.m. hoher Berg im slowakischen Teil der Hohen Tatra.
Der Berg befindet sich am Hauptkamm der Hohen Tatra, zwischen dem westlich gelegenen Sattel Poľský hrebeň (Polnischer Kamm), der ihn vom Bergmassiv des Velický štít (Felker Spitze) trennt, und der nördlichen Scharte Prielom (Kerbchen) und dem Felsturm Divá veža (Roter Flossturm). Er ist ein Knoten und liegt am Anfang des südöstlich verlaufenden Seitengrats des Slavkovský štít (Schlagendorfer Spitze) über den Berg Bradavica (Warze) und mit einem weiteren Seitengrat namens Velické granáty. Im Süden fällt der Berg Richtung Tal Velická dolina ab, im Nordosten in das Tal Veľká Studená dolina und im Nordwesten grenzt er an das Tal Litvorová dolina im Talsystem der Bielovodská dolina.
Der Name ist einerseits von der Stellung als guter Aussichtsberg, andererseits von der östlichen (slowakisch f. východná) Lage gegenüber dem westlich gelegenen höheren Berg Vysoká (deutsch Tatraspitze) abgeleitet worden. In den 1870er Jahren entstanden die deutschen und ungarischen Namen Kleine Viszoka beziehungsweise Kis-Viszoka und später polnisch Mała Wysoka und die nicht mehr gebräuchliche slowakische Namensform Malá Vysoká mit denselben Bedeutungen. Karol Englisch schlug 1902 den Namen Jármay-Spitze beziehungsweise Jármay-csúcs nach dem ungarischen Arzt László Jármay vor, dieser Name konnte sich aber nicht durchsetzen. 1892–1893 wurde der von der Schlesischen Sektion des Ungarischen Karpathenvereins angelegte Schlesier-Weg vom Tal Velická dolina über den Polnischen Kamm zum Gipfel verlängert.
Da der Berg relativ leicht erreichbar ist und zudem nahe dem Sattel Poľský hrebeň, der früher als Schmuggelroute benutzt worden war, liegt, standen höchstwahrscheinlich am Gipfel örtliche Kräutler, Raubschützen oder Schatzsucher vor dem Aufkommen des Tatra-Tourismus im 19. Jahrhundert.
Heute ist Východná Vysoká durch einen gelb markierten Wanderweg vom 2200 m n.m. hohen Sattel Poľský hrebeň erreichbar, teilweise ist der Aufstieg durch Ketten gesichert. Dort endet der gelbe Weg an einem grün markierten Wanderweg von Tatranská Polianka heraus über das Berghotel Sliezsky dom (Kreuzung mit dem rot markierten Wanderweg Tatranská magistrála) und weiter zum kurzen Abstieg oberhalb des Bergsees Zamrznuté pleso, wo er wiederum den blau markierten Weg von Lysá Poľana heraus über das Tal Bielovodská dolina und über die Scharte Prielom zur Hütte Zbojnícka chata trifft. Die häufigsten Ausgangsorte sind Tatranská Polianka oder Starý Smokovec im Süden und Lysá Poľana im Norden.